# Менгли Гирај
Менгли I Гирај (кт. I Meñli Geray; 1445—1515) је био кримски кан и шести син Хаџија I Гираја.

## Биографија
Менгли Гирај је рођен 1445. године, а на престо је дошао 1466. године. Године 1475. покорили су га Турци, а после је отишао у Константинопољ. На престо је поново дошао 1478. године. Развио је Кримски канат и основао тврђаву Озу. Прогласио се „каганом”. Имао је синове Мехмеда I Гираја, Сахиба I Гираја и ћерку Ајше Хафсу, која је била удата за отоманског султана Селима I, коме је родила сина, будућег султана Сулејмана I. Сахрањен је у маузолеју Дурби у Бахчисарају.